# Octubre (revista)
Octubre fue una revista quincenal publicada en Madrid entre 1933 y 1934, durante la Segunda República, dirigida por Rafael Alberti y relacionada con el Partido Comunista de España, si bien no dependía directamente de este. En su fundación, además de Alberti, también intervino María Teresa León. En ella escribieron autores como Arturo Serrano Plaja, Ramón J. Sender o Luis Cernuda, entre otros. Desde ella se promocionaron diversas actividades relacionadas con el teatro. De circulación bimensual, Francisco Caudet la considera un órgano de la Asociación de Artistas y Escritores Revolucionarios.